# وستن (کنتیکت)
وستن، کنتیکت (به انگلیسی: Weston, Connecticut) یک شهرک در ایالات متحده آمریکا است که در کنتیکت واقع شده‌است.

## خصوصیات
وستن ۵۳٫۶ کیلومترمربع مساحت و ۱۰٬۱۷۹ نفر جمعیت دارد و ۹۶ متر بالاتر از سطح دریا واقع شده‌است.